# Versainville
Versainville là một xã ở tỉnh Calvados, thuộc vùng Normandie ở tây bắc nước Pháp.

## Dân số
| 1962                                                            | 1968 | 1975 | 1982 | 1990 | 1999 |
| --------------------------------------------------------------- | ---- | ---- | ---- | ---- | ---- |
| 298                                                             | 274  | 247  | 274  | 328  | 389  |
| Nombre retenu à partir de 1962: Population sans doubles comptes |      |      |      |      |      |